# فرودگاه ملی کوزانی
فرودگاه ملی کوزانی (به انگلیسی: Kozani National Airport) (به زبان بومی: Filippos) یک فرودگاه همگانی با کد یاتا KZI است که یک باند فرود آسفالت دارد و طول باند آن ۱۸۲۲ متر است. این فرودگاه در شهر کوزانی کشور یونان قرار دارد و در ارتفاع ۶۲۸ متری از سطح دریا واقع شده است.

## شرکت‌های هواپیمایی و مقصدهای پروازی
| شرکت‌های هواپیمایی | مقصدهای پروازی                |
| ----------------- | ----------------------------- |
| آسترا ایرلاینز    | آتن (PSO), ملی کاستوریا (PSO) |